# Wilfred Pallot
Wilfred James Pallot (ur. 5 listopada 1884 w Cardiff, zm. 7 listopada 1957 w St. Brides-super-Ely) – walijski hokeista na trawie. Brązowy medalista olimpijski z Londynu (1908).
Występował m.in. w klubie Whitchurch Hockey Club (Cardiff). Na igrzyska olimpijskie został powołany jako zawodnik Penarth H.C. Wystąpił na nich jako napastnik.
Grał w jedynym meczu, jaki Walijczycy rozegrali w turnieju. 30 października 1908 w meczu półfinałowym, Walijczycy zmierzyli się z Irlandczykami. Walia przegrała 1-3, tym samym odpadając z turnieju. Pokonani w półfinałach mieli jednak zagwarantowany brązowy medal olimpijski, bowiem nie rozgrywano meczu o trzecie miejsce (medale zdobyły wszystkie cztery drużyny z Wielkiej Brytanii - Anglia, Irlandia, Szkocja i Walia - jednak wszystkie przypisywane są Zjednoczonemu Królestwu). Pallot gola jednak nie strzelił.